# Monster Energy NASCAR Cup Series 2017

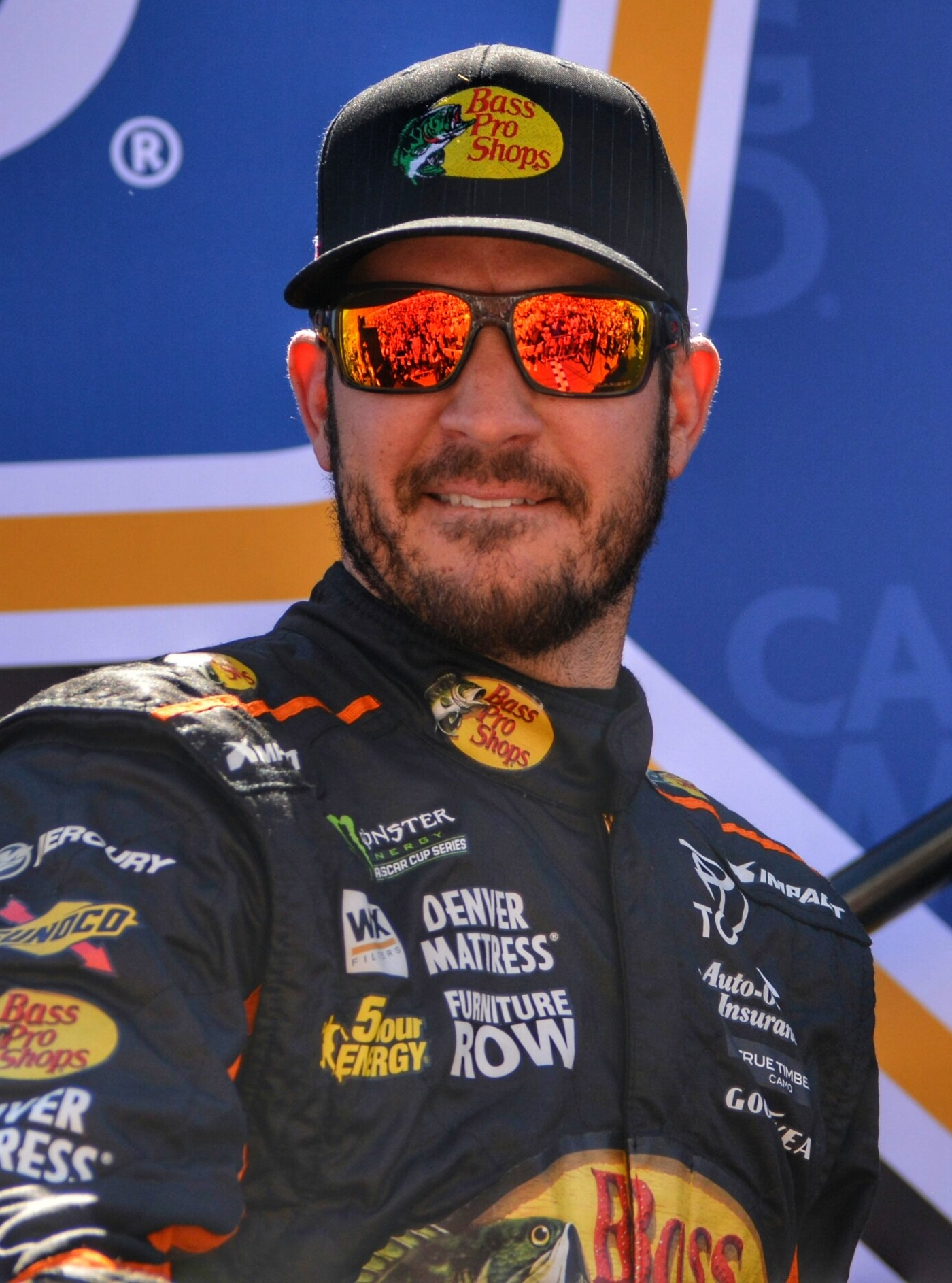
Martin Truex Jr., il campione 2017 e campione della stagione regolare 2017

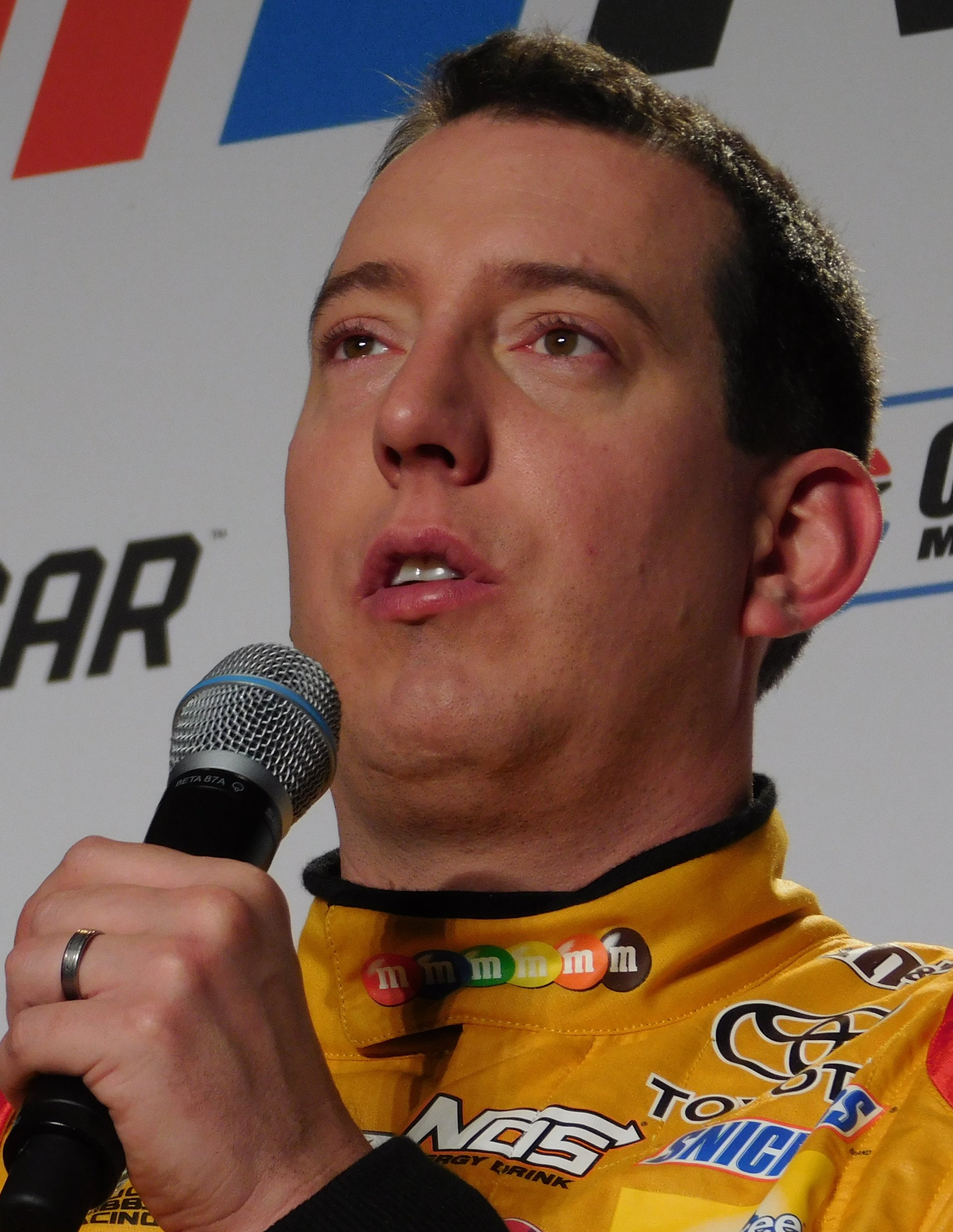
Kyle Busch ha finito 5 punti dietro a Martin Truex Jr., in seconda posizione.

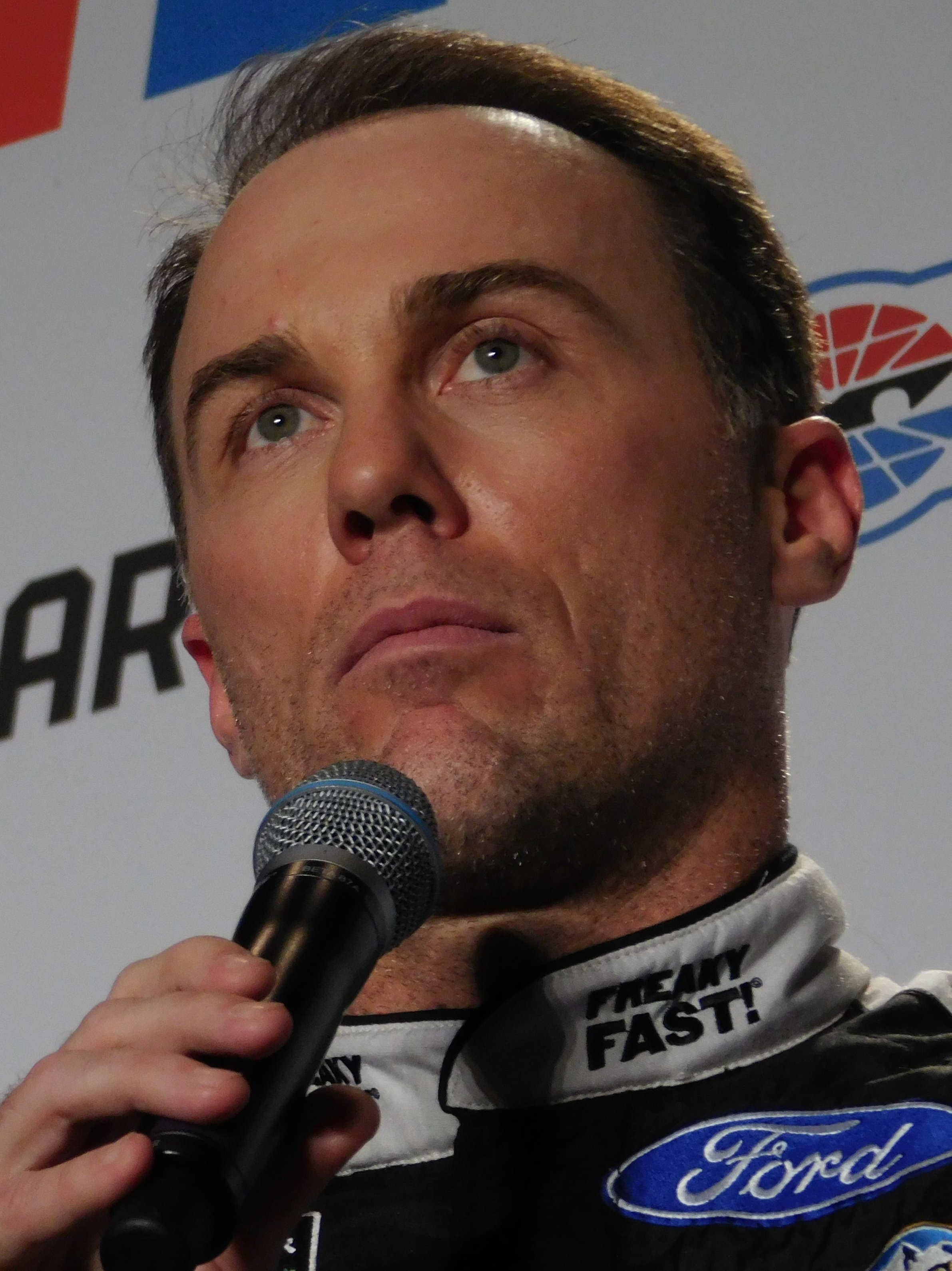
Kevin Harvick ha finito 7 punti dietro a Martin Truex Jr., in terza posizione.

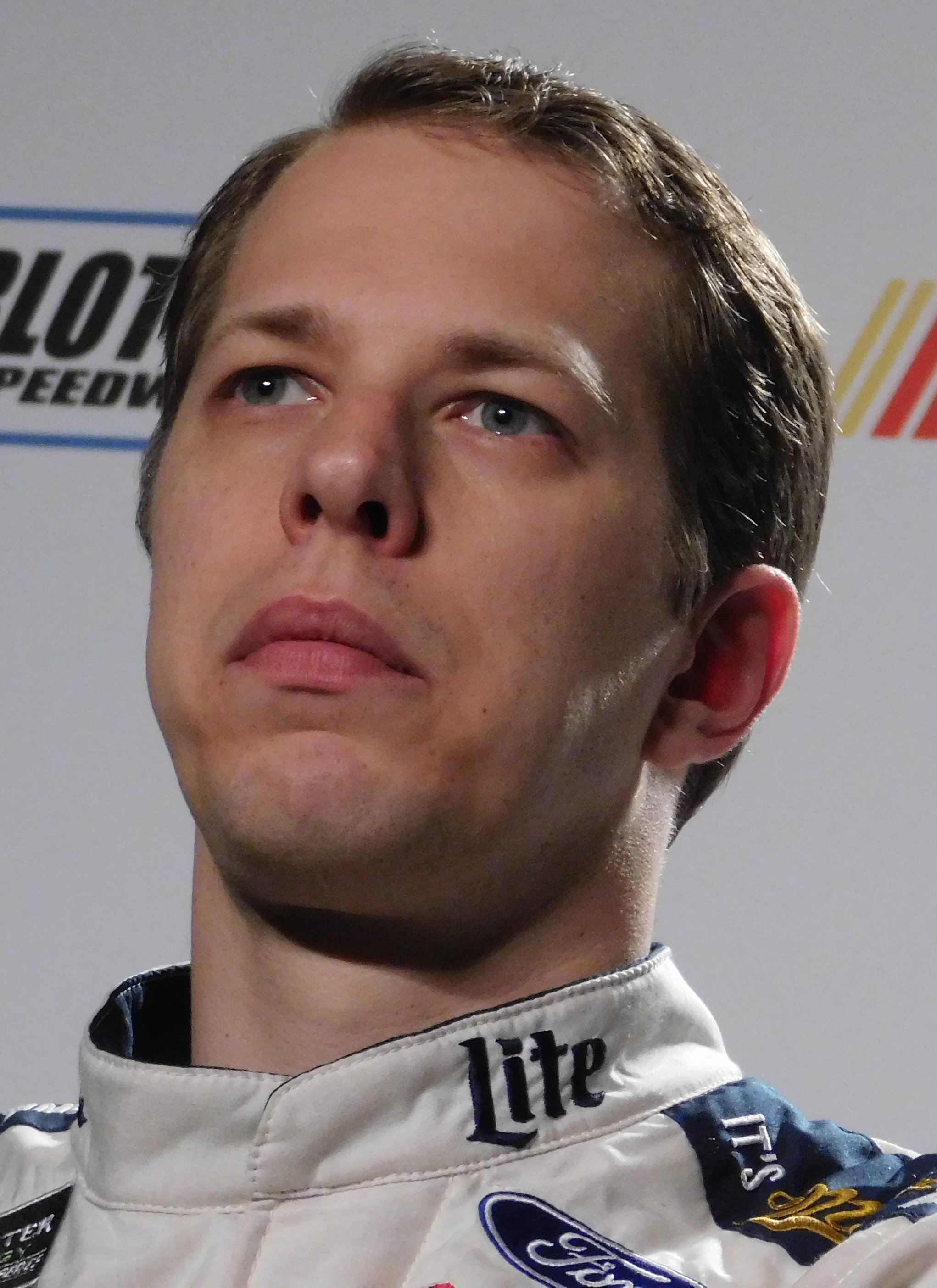
Brad Keselowski ha finito 10 punti dietro a Martin Truex Jr., in quarta posizione.

La Monster Energy NASCAR Cup Series 2017 è stata la 69ª edizione del massimo campionato motoristico NASCAR e la 46ª dall'inizio dell'era moderna della NASCAR.
È iniziata il 19 febbraio con l'"Advance Auto Parts Clash" e si è conclusa con la gara del "Championship 4" (fase finale dei playoff della NASCAR) disputata all'Homestead-Miami Speedway. Martin Truex Jr. dopo prestazioni dominanti ha concluso sia la regular season che l'intera stagione come campione. Toyota ha conquistato il campionato costruttori con 16 vittorie e 1292 punti.

## Team e Piloti
Tutte le 36 squadre a tempo pieno nel 2017 erano squadre noleggiate.

### Team entranti
| Costruttore           | Team                                 | No. | Pilota               | Capo squadra                                       |
| --------------------- | ------------------------------------ | --- | -------------------- | -------------------------------------------------- |
| Chevrolet             | Chip Ganassi Racing                  | 1   | Jamie McMurray       | Matt McCall                                        |
| Chevrolet             | Chip Ganassi Racing                  | 42  | Kyle Larson          | Chad Johnston 33 Tony Lunders 3                    |
| Chevrolet             | Circle Sport – The Motorsports Group | 33  | Jeffrey Earnhardt 34 | Pat Tryson 15 Frank Stoddard 2 Eddie Pardue 19     |
| Chevrolet             | Circle Sport – The Motorsports Group | 33  | Boris Said 2         | Pat Tryson 15 Frank Stoddard 2 Eddie Pardue 19     |
| Chevrolet             | Germain Racing                       | 13  | Ty Dillon (R)        | Bootie Barker                                      |
| Chevrolet             | Hendrick Motorsports                 | 5   | Kasey Kahne          | Keith Rodden 27 Darian Grubb 9                     |
| Chevrolet             | Hendrick Motorsports                 | 24  | Chase Elliott        | Alan Gustafson 35 Kenny Francis 1                  |
| Chevrolet             | Hendrick Motorsports                 | 48  | Jimmie Johnson       | Chad Knaus                                         |
| Chevrolet             | Hendrick Motorsports                 | 88  | Dale Earnhardt Jr.   | Greg Ives 35 Travis Mack 1                         |
| Chevrolet             | JTG Daugherty Racing                 | 37  | Chris Buescher       | Trent Owens                                        |
| Chevrolet             | JTG Daugherty Racing                 | 47  | A. J. Allmendinger   | Randall Burnett 8 Ernie Cope 10 Tristan Smith 18   |
| Chevrolet             | Leavine Family Racing                | 95  | Michael McDowell     | Todd Parrott 31 Jon Leonard 5                      |
| Chevrolet             | Richard Childress Racing             | 3   | Austin Dillon        | Slugger Labbe 10 Sammy Johns 1 Justin Alexander 25 |
| Chevrolet             | Richard Childress Racing             | 27  | Paul Menard          | Matt Borland                                       |
| Chevrolet             | Richard Childress Racing             | 31  | Ryan Newman          | Luke Lambert                                       |
| Ford                  | Front Row Motorsports                | 34  | Landon Cassill       | Donnie Wingo 17 Seth Barbour 19                    |
| Ford                  | Front Row Motorsports                | 38  | David Ragan          | Derrick Finley                                     |
| Ford                  | Go Fas Racing                        | 32  | Matt DiBenedetto     | Gene Nead                                          |
| Ford                  | Richard Petty Motorsports            | 43  | Aric Almirola 29     | Drew Blickensderfer 33 Scott McDougall 3           |
| Ford                  | Richard Petty Motorsports            | 43  | Regan Smith 2        | Drew Blickensderfer 33 Scott McDougall 3           |
| Ford                  | Richard Petty Motorsports            | 43  | Bubba Wallace 4      | Drew Blickensderfer 33 Scott McDougall 3           |
| Ford                  | Richard Petty Motorsports            | 43  | Billy Johnson 1      | Drew Blickensderfer 33 Scott McDougall 3           |
| Ford                  | Roush Fenway Racing                  | 6   | Trevor Bayne         | Matt Puccia                                        |
| Ford                  | Roush Fenway Racing                  | 17  | Ricky Stenhouse Jr.  | Brian Pattie                                       |
| Ford                  | Stewart-Haas Racing                  | 4   | Kevin Harvick        | Rodney Childers 35 Daniel Knost 1                  |
| Ford                  | Stewart-Haas Racing                  | 10  | Danica Patrick       | Billy Scott                                        |
| Ford                  | Stewart-Haas Racing                  | 14  | Clint Bowyer         | Mike Bugarewicz 35 Richard Boswell 1               |
| Ford                  | Stewart-Haas Racing                  | 41  | Kurt Busch           | Tony Gibson 35 Johnny Klausmeier 1                 |
| Ford                  | Team Penske                          | 2   | Brad Keselowski      | Paul Wolfe 32 Brian Wilson 4                       |
| Ford                  | Team Penske                          | 22  | Joey Logano          | Todd Gordon 33 Miles Stanley 3                     |
| Ford                  | Wood Brothers Racing                 | 21  | Ryan Blaney          | Jeremy Bullins                                     |
| Toyota                | BK Racing                            | 23  | Joey Gase 4          | Patrick Donahue 14 Randy Cox 22                    |
| Toyota                | BK Racing                            | 23  | Gray Gaulding (R) 14 | Patrick Donahue 14 Randy Cox 22                    |
| Toyota                | BK Racing                            | 23  | Ryan Sieg 1          | Patrick Donahue 14 Randy Cox 22                    |
| Toyota                | BK Racing                            | 23  | Alon Day 1           | Patrick Donahue 14 Randy Cox 22                    |
| Toyota                | BK Racing                            | 23  | Corey LaJoie (R) 16  | Patrick Donahue 14 Randy Cox 22                    |
| Toyota                | Furniture Row Racing                 | 77  | Erik Jones (R)       | Chris Gayle 34 James Small 2                       |
| Toyota                | Furniture Row Racing                 | 78  | Martin Truex Jr.     | Cole Pearn                                         |
| Toyota                | Joe Gibbs Racing                     | 11  | Denny Hamlin         | Mike Wheeler 34 Chris Gabehart 2                   |
| Toyota                | Joe Gibbs Racing                     | 18  | Kyle Busch           | Adam Stevens 32 Ben Beshore 3 Jacob Canter 1       |
| Toyota                | Joe Gibbs Racing                     | 19  | Daniel Suárez (R)    | Dave Rogers 5 Scott Graves 31                      |
| Toyota                | Joe Gibbs Racing                     | 20  | Matt Kenseth         | Jason Ratcliff                                     |
| Chevrolet 35 Ford 1   | TriStar Motorsports                  | 72  | Cole Whitt           | Frank Kerr                                         |
| Chevrolet 28 Toyota 8 | Premium Motorsports                  | 15  | Michael Waltrip 1    | Mark Hillman 24 Tommy Baldwin Jr. 12               |
| Chevrolet 28 Toyota 8 | Premium Motorsports                  | 15  | Reed Sorenson 23     | Mark Hillman 24 Tommy Baldwin Jr. 12               |
| Chevrolet 28 Toyota 8 | Premium Motorsports                  | 15  | Joey Gase 2          | Mark Hillman 24 Tommy Baldwin Jr. 12               |
| Chevrolet 28 Toyota 8 | Premium Motorsports                  | 15  | Ross Chastain 2      | Mark Hillman 24 Tommy Baldwin Jr. 12               |
| Chevrolet 28 Toyota 8 | Premium Motorsports                  | 15  | Kevin O'Connell 1    | Mark Hillman 24 Tommy Baldwin Jr. 12               |
| Chevrolet 28 Toyota 8 | Premium Motorsports                  | 15  | D. J. Kennington 2   | Mark Hillman 24 Tommy Baldwin Jr. 12               |
| Chevrolet 28 Toyota 8 | Premium Motorsports                  | 15  | Gray Gaulding (R) 1  | Mark Hillman 24 Tommy Baldwin Jr. 12               |
| Chevrolet 28 Toyota 8 | Premium Motorsports                  | 15  | Gary Klutt 1         | Mark Hillman 24 Tommy Baldwin Jr. 12               |
| Chevrolet 28 Toyota 8 | Premium Motorsports                  | 15  | Derrike Cope 2       | Mark Hillman 24 Tommy Baldwin Jr. 12               |
| Chevrolet 28 Toyota 8 | Premium Motorsports                  | 15  | Mark Thompson 1      | Mark Hillman 24 Tommy Baldwin Jr. 12               |

### Team non entranti

#### Programma completo
Nessun team non noleggiato ha gestito il programma completo nel 2017. In origine, la Toyota n. 83 di BK Racing, la Chevrolet n. 51 di Rick Ware Racing e la Chevrolet / Toyota n. 55. Tuttavia, hanno saltato gare occasionali.

#### Programma limitato
| Costruttore            | Team                  | No. | Pilota            | Capo squadra                                                          | Gare |
| ---------------------- | --------------------- | --- | ----------------- | --------------------------------------------------------------------- | ---- |
| Chevrolet              | Beard Motorsports     | 75  | Brendan Gaughan   | Darren Shaw                                                           | 4    |
| Chevrolet              | Rick Ware Racing      | 51  | Timmy Hill        | Carlos Contreras 1 Joe Lax 8 Jeff Spraker 1 Tony Furr 15 Jonas Bell 5 | 10   |
| Chevrolet              | Rick Ware Racing      | 51  | Cody Ware         | Carlos Contreras 1 Joe Lax 8 Jeff Spraker 1 Tony Furr 15 Jonas Bell 5 | 5    |
| Chevrolet              | Rick Ware Racing      | 51  | Josh Bilicki      | Carlos Contreras 1 Joe Lax 8 Jeff Spraker 1 Tony Furr 15 Jonas Bell 5 | 2    |
| Chevrolet              | Rick Ware Racing      | 51  | B. J. McLeod      | Carlos Contreras 1 Joe Lax 8 Jeff Spraker 1 Tony Furr 15 Jonas Bell 5 | 8    |
| Chevrolet              | Rick Ware Racing      | 51  | Ray Black Jr.     | Carlos Contreras 1 Joe Lax 8 Jeff Spraker 1 Tony Furr 15 Jonas Bell 5 | 3    |
| Chevrolet              | Rick Ware Racing      | 51  | Kyle Weatherman   | Carlos Contreras 1 Joe Lax 8 Jeff Spraker 1 Tony Furr 15 Jonas Bell 5 | 2    |
| Chevrolet              | Tommy Baldwin Racing  | 7   | Elliott Sadler    | Kenneth Davis                                                         | 3    |
| Chevrolet              | Tommy Baldwin Racing  | 7   | J. J. Yeley       | Kenneth Davis                                                         | 4    |
| Chevrolet              | Premium Motorsports   | 7   | Justin Marks      | Kenneth Davis                                                         | 1    |
| Chevrolet              | Premium Motorsports   | 7   | Hermie Sadler     | Kenneth Davis                                                         | 1    |
| Chevrolet              | Premium Motorsports   | 7   | Joey Gase         | Kenneth Davis                                                         | 2    |
| Chevrolet              | StarCom Racing        | 00  | Derrike Cope      | Tony Furr                                                             | 2    |
| Toyota                 | BK Racing             | 83  | Corey LaJoie (R)  | Doug Richert 22 Ryan Dubois 3 Randy Cox 8 Doug George 1               | 16   |
| Toyota                 | BK Racing             | 83  | Ryan Sieg         | Doug Richert 22 Ryan Dubois 3 Randy Cox 8 Doug George 1               | 4    |
| Toyota                 | BK Racing             | 83  | Stephen Leicht    | Doug Richert 22 Ryan Dubois 3 Randy Cox 8 Doug George 1               | 1    |
| Toyota                 | BK Racing             | 83  | Brett Moffitt     | Doug Richert 22 Ryan Dubois 3 Randy Cox 8 Doug George 1               | 7    |
| Toyota                 | BK Racing             | 83  | Gray Gaulding (R) | Doug Richert 22 Ryan Dubois 3 Randy Cox 8 Doug George 1               | 4    |
| Toyota                 | BK Racing             | 83  | Joey Gase         | Doug Richert 22 Ryan Dubois 3 Randy Cox 8 Doug George 1               | 1    |
| Toyota                 | Gaunt Brothers Racing | 96  | D. J. Kennington  | Keith Hinkein 1 Mike Ford 1                                           | 2    |
| Chevrolet 12 Toyota 1  | MBM Motorsports       | 66  | Carl Long         | George Church                                                         | 3    |
| Chevrolet 12 Toyota 1  | MBM Motorsports       | 66  | Timmy Hill        | George Church                                                         | 7    |
| Chevrolet 12 Toyota 1  | MBM Motorsports       | 66  | David Starr       | George Church                                                         | 3    |
| Chevrolet 10 Toyota 17 | Premium Motorsports   | 55  | Reed Sorenson     | Wayne Carroll 19 Pat Tryson 8                                         | 6    |
| Chevrolet 10 Toyota 17 | Premium Motorsports   | 55  | Derrike Cope      | Wayne Carroll 19 Pat Tryson 8                                         | 11   |
| Chevrolet 10 Toyota 17 | Premium Motorsports   | 55  | Tommy Regan       | Wayne Carroll 19 Pat Tryson 8                                         | 1    |
| Chevrolet 10 Toyota 17 | Premium Motorsports   | 55  | Gray Gaulding (R) | Wayne Carroll 19 Pat Tryson 8                                         | 8    |
| Chevrolet 10 Toyota 17 | Premium Motorsports   | 55  | D. J. Kennington  | Wayne Carroll 19 Pat Tryson 8                                         | 1    |

## Calendario
| No              | Gara                                       | Eventi                                                 | Data         |
| --------------- | ------------------------------------------ | ------------------------------------------------------ | ------------ |
|                 | Advance Auto Parts Clash                   | Daytona International Speedway, Daytona Beach, Florida | 19 febbraio  |
|                 | Can-Am Duel                                | Daytona International Speedway, Daytona Beach, Florida | 23 febbraio  |
| 1               | Daytona 500                                | Daytona International Speedway, Daytona Beach, Florida | 26 febbraio  |
| 2               | Folds of Honor QuikTrip 500                | Atlanta Motor Speedway, Hampton                        | 5 marzo      |
| 3               | Kobalt 400                                 | Las Vegas Motor Speedway, Las Vegas                    | 12 marzo     |
| 4               | Camping World 500                          | Phoenix Raceway, Avondale                              | 19 marzo     |
| 5               | Auto Club 400                              | Auto Club Speedway, Fontana                            | 26 marzo     |
| 6               | STP 500                                    | Martinsville Speedway, Ridgeway                        | 2 aprile     |
| 7               | O'Reilly Auto Parts 500                    | Texas Motor Speedway, Fort Worth, Texas                | 9 aprile     |
| 8               | Food City 500                              | Bristol Motor Speedway, Bristol                        | 24 aprile    |
| 9               | Toyota Owners 400                          | Richmond Raceway, Richmond                             | 30 aprile    |
| 10              | GEICO 500                                  | Talladega Superspeedway, Lincoln                       | 7 maggio     |
| 11              | Go Bowling 400                             | Kansas Speedway, Kansas City                           | 13 maggio    |
|                 | Monster Energy Open                        | Charlotte Motor Speedway, Concord                      | 20 maggio    |
|                 | Monster Energy NASCAR All-Star Race        | Charlotte Motor Speedway, Concord                      | 20 maggio    |
| 12              | Coca-Cola 600                              | Charlotte Motor Speedway, Concord                      | 28 maggio    |
| 13              | AAA 400 Drive for Autism                   | Dover International Speedway, Dover                    | 4 giugno     |
| 14              | Axalta presents the Pocono 400             | Pocono Raceway, Long Pond, Pennsylvania                | 11 giugno    |
| 15              | FireKeepers Casino 400                     | Michigan International Speedway, Brooklyn, Michigan    | 18 giugno    |
| 16              | Toyota/Save Mart 350                       | Sonoma Raceway, Sonoma, California                     | 25 giugno    |
| 17              | Coke Zero 400                              | Daytona International Speedway, Daytona Beach, Florida | 1º luglio    |
| 18              | Quaker State 400                           | Kentucky Speedway, Sparta, Kentucky                    | 8 luglio     |
| 19              | Overton's 301                              | New Hampshire Motor Speedway, Loudon, New Hampshire    | 16 luglio    |
| 20              | Brantley Gilbert Big Machine Brickyard 400 | Indianapolis Motor Speedway, Speedway, Indiana         | 23 luglio    |
| 21              | Overton's 400                              | Pocono Raceway, Long Pond, Pennsylvania                | 30 luglio    |
| 22              | I Love New York 355 at The Glen            | Watkins Glen International, Watkins Glen, New York     | 6 agosto     |
| 23              | Pure Michigan 400                          | Michigan International Speedway, Brooklyn, Michigan    | 13 agosto    |
| 24              | Bass Pro Shops NRA Night Race              | Bristol Motor Speedway, Bristol, Tennessee             | 19 agosto    |
| 25              | Bojangles' Southern 500                    | Darlington Raceway, Darlington, Carolina del Sud       | 3 settembre  |
| 26              | Federated Auto Parts 400                   | Richmond Raceway, Richmond, Virginia                   | 9 settembre  |
| NASCAR playoffs |                                            |                                                        |              |
| Round of 16     |                                            |                                                        |              |
| 27              | Tales of the Turtles 400                   | Chicagoland Speedway, Joliet, Illinois                 | 17 settembre |
| 28              | ISM Connect 300                            | New Hampshire Motor Speedway, Loudon, New Hampshire    | 24 settembre |
| 29              | Apache Warrior 400                         | Dover International Speedway, Dover, Delaware          | 1º ottobre   |
| Round of 12     |                                            |                                                        |              |
| 30              | Bank of America 500                        | Charlotte Motor Speedway, Concord, Carolina del Nord   | 8 ottobre    |
| 31              | Alabama 500                                | Talladega Superspeedway, Lincoln, Alabama              | 15 ottobre   |
| 32              | Hollywood Casino 400                       | Kansas Speedway, Kansas City, Kansas                   | 22 ottobre   |
| Round of 8      |                                            |                                                        |              |
| 33              | First Data 500                             | Martinsville Speedway, Ridgeway, Virginia              | 29 ottobre   |
| 34              | AAA Texas 500                              | Texas Motor Speedway, Fort Worth, Texas                | 5 novembre   |
| 35              | Can-Am 500                                 | Phoenix Raceway, Avondale, Arizona                     | 12 novembre  |
| Championship 4  |                                            |                                                        |              |
| 36              | Ford EcoBoost 400                          | Homestead-Miami Speedway, Homestead, Florida           | 19 novembre  |

## Risultati e classifiche

### Risultati gare
| No.                                       | Gara                                       | Pole position       | Più giri in testa        | Pilota vincitore    | Costruttore | Resoconto |
| ----------------------------------------- | ------------------------------------------ | ------------------- | ------------------------ | ------------------- | ----------- | --------- |
|                                           | Advance Auto Parts Clash                   | Brad Keselowski     | Denny Hamlin             | Joey Logano         | Ford        | Resovonto |
|                                           | Can-Am Duel 1                              | Chase Elliott       | Brad Keselowski          | Chase Elliott       | Chevrolet   | Resoconto |
|                                           | Can-Am Duel 2                              | Dale Earnhardt Jr.  | Dale Earnhardt Jr.       | Denny Hamlin        | Toyota      | Resoconto |
| 1                                         | Daytona 500                                | Chase Elliott       | Kevin Harvick            | Kurt Busch          | Ford        | Resoconto |
| 2                                         | Folds of Honor QuikTrip 500                | Kevin Harvick       | Kevin Harvick            | Brad Keselowski     | Ford        | Resoconto |
| 3                                         | Kobalt 400                                 | Brad Keselowski     | Martin Truex Jr.         | Martin Truex Jr.    | Toyota      | Resoconto |
| 4                                         | Camping World 500                          | Joey Logano         | Kyle Busch               | Ryan Newman         | Chevrolet   | Resoconto |
| 5                                         | Auto Club 400                              | Kyle Larson         | Kyle Larson              | Kyle Larson         | Chevrolet   | Resoconto |
| 6                                         | STP 500                                    | Kyle Larson         | Kyle Busch               | Brad Keselowski     | Ford        | Resoconto |
| 7                                         | O'Reilly Auto Parts 500                    | Kevin Harvick       | Ryan Blaney              | Jimmie Johnson      | Chevrolet   | Resoconto |
| 8                                         | Food City 500                              | Kyle Larson         | Kyle Larson              | Jimmie Johnson      | Chevrolet   | Resoconto |
| 9                                         | Toyota Owners 400                          | Matt Kenseth        | Matt Kenseth             | Joey Logano         | Ford        | Resoconto |
| 10                                        | GEICO 500                                  | Ricky Stenhouse Jr. | Kyle Busch               | Ricky Stenhouse Jr. | Ford        | Resoconto |
| 11                                        | Go Bowling 400                             | Ryan Blaney         | Martin Truex Jr.         | Martin Truex Jr.    | Toyota      | Resoconto |
|                                           | Monster Energy Open                        | Clint Bowyer        | Clint Bowyer Ryan Blaney | Daniel Suárez       | Toyota      | Resoconto |
|                                           | Monster Energy NASCAR All-Star Race        | Kyle Larson         | Kyle Larson              | Kyle Busch          | Toyota      | Resoconto |
| 12                                        | Coca-Cola 600                              | Kevin Harvick       | Martin Truex Jr.         | Austin Dillon       | Chevrolet   | Resoconto |
| 13                                        | AAA 400 Drive for Autism                   | Kyle Busch          | Kyle Larson              | Jimmie Johnson      | Chevrolet   | Resoconto |
| 14                                        | Axalta presents the Pocono 400             | Kyle Busch          | Kyle Busch               | Ryan Blaney         | Ford        | Resoconto |
| 15                                        | FireKeepers Casino 400                     | Kyle Larson         | Kyle Larson              | Kyle Larson         | Chevrolet   | Resoconto |
| 16                                        | Toyota/Save Mart 350                       | Kyle Larson         | Martin Truex Jr.         | Kevin Harvick       | Ford        | Resoconto |
| 17                                        | Coke Zero 400                              | Dale Earnhardt Jr.  | Brad Keselowski          | Ricky Stenhouse Jr. | Ford        | Resoconto |
| 18                                        | Quaker State 400                           | Kyle Busch          | Martin Truex Jr.         | Martin Truex Jr.    | Toyota      | Resoconto |
| 19                                        | Overton's 301                              | Martin Truex Jr.    | Martin Truex Jr.         | Denny Hamlin        | Toyota      | Resoconto |
| 20                                        | Brantley Gilbert Big Machine Brickyard 400 | Kyle Busch          | Kyle Busch               | Kasey Kahne         | Chevrolet   | Resoconto |
| 21                                        | Overton's 400                              | Kyle Busch          | Kyle Busch               | Kyle Busch          | Toyota      | Resoconto |
| 22                                        | I Love New York 355 at The Glen            | Kyle Busch          | Martin Truex Jr.         | Martin Truex Jr.    | Toyota      | Resoconto |
| 23                                        | Pure Michigan 400                          | Brad Keselowski     | Brad Keselowski          | Kyle Larson         | Chevrolet   | Resoconto |
| 24                                        | Bass Pro Shops NRA Night Race              | Erik Jones          | Erik Jones               | Kyle Busch          | Toyota      | Resoconto |
| 25                                        | Bojangles' Southern 500                    | Kevin Harvick       | Kyle Larson Denny Hamlin | Denny Hamlin        | Toyota      | Resoconto |
| 26                                        | Federated Auto Parts 400                   | Matt Kenseth        | Martin Truex Jr.         | Kyle Larson         | Chevrolet   | Resoconto |
| Monster Energy NASCAR Cup Series Playoffs |                                            |                     |                          |                     |             |           |
| Round of 16                               |                                            |                     |                          |                     |             |           |
| 27                                        | Tales of the Turtles 400                   | Kyle Busch          | Kyle Busch               | Martin Truex Jr.    | Toyota      | Resoconto |
| 28                                        | ISM Connect 300                            | Kyle Busch          | Kyle Busch               | Kyle Busch          | Toyota      | Resoconto |
| 29                                        | Apache Warrior 400                         | Martin Truex Jr.    | Chase Elliott            | Kyle Busch          | Toyota      | Resoconto |
| Round of 12                               |                                            |                     |                          |                     |             |           |
| 30                                        | Bank of America 500                        | Denny Hamlin        | Kevin Harvick            | Martin Truex Jr.    | Toyota      | Resoconto |
| 31                                        | Alabama 500                                | Dale Earnhardt Jr.  | Joey Logano              | Brad Keselowski     | Ford        | Resoconto |
| 32                                        | Hollywood Casino 400                       | Martin Truex Jr.    | Kyle Busch               | Martin Truex Jr.    | Toyota      | Resoconto |
| Round of 8                                |                                            |                     |                          |                     |             |           |
| 33                                        | First Data 500                             | Joey Logano         | Kyle Busch               | Kyle Busch          | Toyota      | Resoconto |
| 34                                        | AAA Texas 500                              | Kurt Busch          | Martin Truex Jr.         | Kevin Harvick       | Ford        | Resoconto |
| 35                                        | Can-Am 500                                 | Ryan Blaney         | Denny Hamlin             | Matt Kenseth        | Toyota      | Resoconto |
| Championship 4                            |                                            |                     |                          |                     |             |           |
| 36                                        | Ford EcoBoost 400                          | Denny Hamlin        | Kyle Larson              | Martin Truex Jr.    | Toyota      | Resoconto |